# トゥアンタイン
トゥアンタイン（ベトナム語：Thị xã Thuận Thành / 市社順成?）は、ベトナム社会主義共和国バクニン省の市社。面積は117.83km²、人口は199,577人（2022年）である。

## 行政区画
以下の10坊8社を管轄する。
- アンビン坊（An Bình / 安平）
- ザードン坊（Gia Đông / 嘉東）
- ハマン坊（Hà Mãn / 河滿）
- ホ坊（Hồ / 湖）
- ニンサー坊（Ninh Xá / 寧舍）
- ソンホ坊（Song Hồ / 雙湖）
- タインクオン坊（Thanh Khương / 青姜）
- チャムロ坊（Trạm Lộ / 湛露）
- チークア坊（Trí Quả / 致果）
- スアンラム坊（Xuân Lâm/ 春林）
- ダイドンタイン社（Đại Đồng Thành / 大同城）
- ディントー社（Đình Tổ / 亭祖）
- ホアイトゥオン社（Hoài Thượng / 淮上）
- マオディエン社（Mão Điền / 卯田）
- ギアダオ社（Nghĩa Đạo / 義道）
- グータイ社（Ngũ Thái / 五泰）
- グエットドゥク社（Nguyệt Đức / 月德）
- ソンリエウ社（Song Liễu / 雙柳）